# Damian Conway

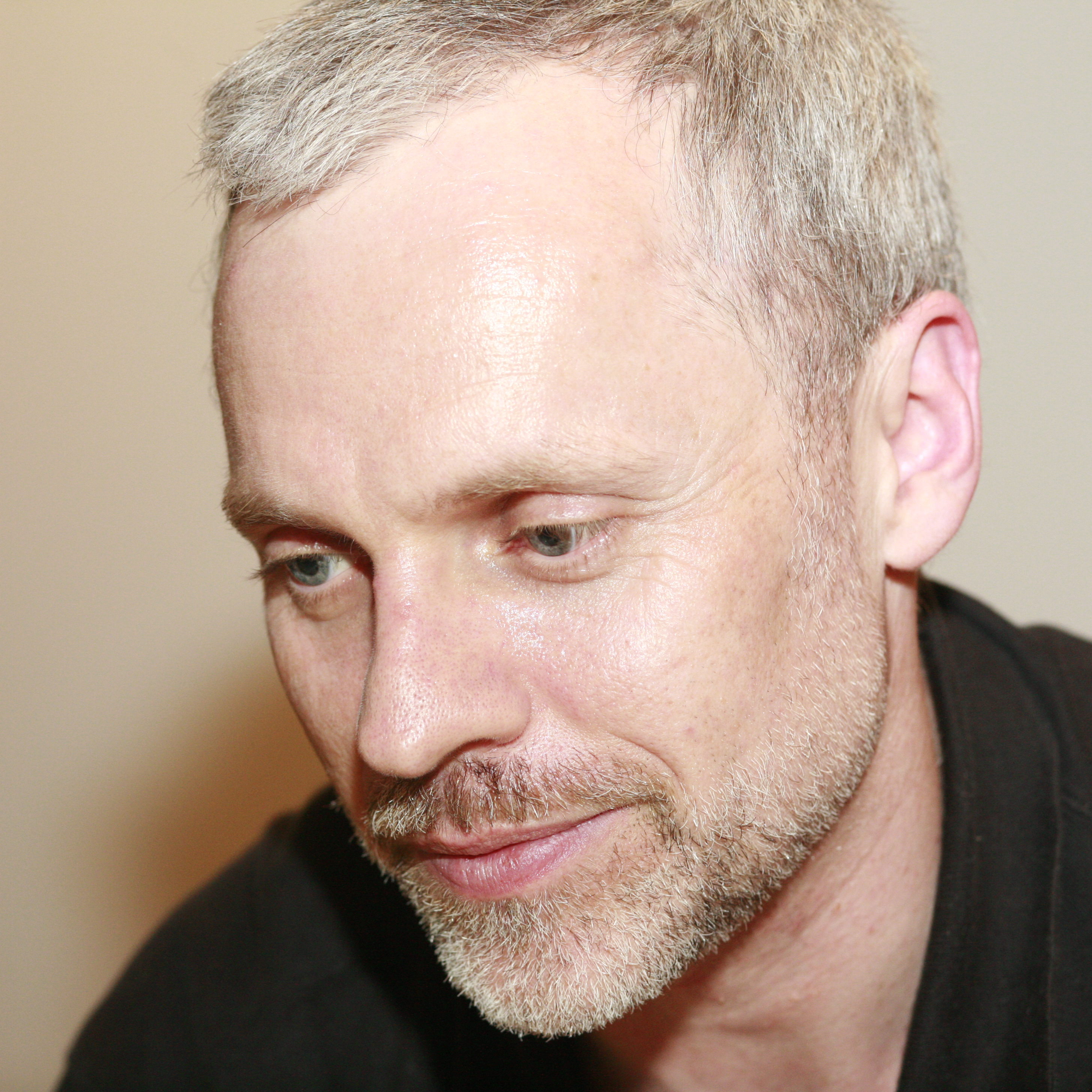
Damian Conway, 2009

Damian Conway (* 5. Oktober 1964 in Melbourne, Australien) ist ein australischer Informatikprofessor, Buchautor, prominenter Perl-Programmierer und vielgefragter Redner auf Fachkonferenzen.

## Leben
Conway studierte ab 1983 an der Monash University in Melbourne Elektrotechnik und Informatik und arbeitete nebenher als Privatdozent. 1986 schloss er dieses Studium mit einem Bachelor of Science mit Auszeichnung ab und forschte anschließend an Algorithmen für die Zeichnung von dreidimensionalen Formen ohne spezialisierte Hardware. Ab 1991 arbeitete er auch als Lektor und promovierte 1993 in Informatik.
Danach arbeitete er als Programmierer, Kundenberater, Forscher, Tutor und hielt bis 2005 einen Lehrstuhl an der Monash University für Objektorientierte Programmierung inne. Ab 2001 wurde er 20 Monate lang von der Perl Foundation gefördert, um mehrere einflussreiche Perl-Module zu schreiben oder zu verbessern und auf Perl-Konferenzen über diese Arbeiten zu reden. Nach dieser Phase gründete er seine eigene Firma (Thoughtstream), die hauptsächlich Weiterbildungskurse mit ihm als Dozent organisiert.

## Wirken
Damian Conways wissenschaftliche Arbeiten befassten sich anfangs vor allem mit graphischen Rendering-Algorithmen, später mit der Syntax von Programmiersprachen, besonders der objektorientierten Syntax. Er veröffentlichte zum Beispiel mit Ben Werther einen Entwurf zur Verbesserung von C++ (Significantly Prettier and Easier C++ Syntax).
Sein erstes Buch befasste sich auch mit objektorientierter Programmierung (kurz OOP) in Perl und gilt dafür als Referenz. Conways These: „Perl ist in der OOP besonders vielseitig“ erzeugte Aufsehen, da sie von einem ausgewiesenen Experten kam, aber der allgemeinen Wahrnehmung widersprach, nach der sich andere Sprachen besser zur OOP eignen. Auch innerhalb der Perlnutzer, die traditionell die OOP relativ sparsam einsetzen, warb er mit diesem Buch und dazugehörigen Vorträgen für diese Art der Programmierung. Conway half als Lektor bei vielen bekannten Perl-Titeln und versuchte mit seinem vielbeachteten, zweiten Buch (Perl Best Practices) eine breite Diskussion anzuregen, welche Regeln in Perl einen guten Programmierstil ausmachen. Dies war ihm besonders wichtig, da Perl gemäß dem Motto TIMTOWTDI viele Freiheiten einräumt, aber gewisse Standards, welche die Programmierung auf längere Sicht sehr erleichtern (seiner Ansicht nach) häufiger und bewusster verwendet werden sollten. Die Einhaltung dieser Standards kann mittlerweile mithilfe Jeffrey Thalhammer's Modul (Perl::Critic) automatisch geprüft werden.
Für seine Beiträge im CPAN gewann er dreimal den Larry Wall Award for Practical Utility (1998–2000). Besondere Aufmerksamkeit erhielt sein Modul Lingua::Romana::Perligata (unter Perligata) und sein Perlscript namens SelfGoL, eine selbstreplizierende Implementierung des Game of Life, das ohne jegliche strukturierte Programmierelemente auskommt und selbst für erfahrene Perl-Programmierer kaum nachvollziehbar ist.
Damian ist auch am Entwurf von Raku beteiligt und schrieb die Exegesen, die die ersten Zusammenstellungen der anfänglichen Ideen (von Larry Wall Apokalypsen genannt) einem größeren Publikum zugänglich machten. Sein Modul Parse::RecDescent gilt als der Perl 5-Vorläufer der Perl 6-rules und Quantum::Superpositions als entsprechender Vorläufer der junktiven Operatoren in Perl 6.
Conway gilt als unterhaltsamer und informativer Redner. Auf O’Reillys Perl-Konferenz (heute OSCON) spricht er meist einen ganzen Tag lang im sogenannten Conway Channel. Seine Vorträge belegen dabei regelmäßig die obersten Plätze in der Hörerwertung. Dort trägt auch der Preis für das beste Papier zu einem technischen Vortrag seinen Namen. Er ist ebenso Mitglied des technischen Komitees dieser Konferenz, tritt aber regelmäßig auch auf anderen Konferenzen auf.

## Werke
- Damian Conway: Object Oriented Perl. Manning 2000, ISBN 978-1-884777-79-0 (englisch)
  - (in Deutsch bei) Addison-Wesley 2001: Objektorientiert Programmieren mit Perl. ISBN 3-8273-1812-2
- Damian Conway: Perl – Best Practices O’Reilly 2006, ISBN 978-3-89721-454-5
- Damian Conway & Curtis O. Poe: Perl Hacks. Tipps und Tools zum Programmieren, Debuggen und Überleben O’Reilly 2006, ISBN 978-3-89721-474-3